# Anthonomus undulatus
Anthonomus undulatus är en skalbaggsart som beskrevs av Leonard Gyllenhaal 1836. Anthonomus undulatus ingår i släktet Anthonomus, och familjen vivlar. Arten är reproducerande i Sverige.